# ماتياس سوسا
ماتياس سوسا (بالإسبانية: Matías Andrés Sosa)‏ هو لاعب كرة قدم أرجنتيني في مركز الوسط، ولد في 5 يوليو 1995 في بوينس آيرس في الأرجنتين. لعب مع ديفنسا خوستيكا.

## وصلات خارجية
- ماتياس سوسا على موقع قاعدة بيانات كرة القدم.إي يو (الإنجليزية)
- ماتياس سوسا على موقع Soccerway.com (الإنجليزية)